# دره‌زیارت سفلی
دره‌زیارت سفلی(به کردی: دەرەزیارەت خواروو، Dereziyaret Xwarû) روستایی از توابع بخش سرشیو شهرستان سقز است که در استان کردستان ایران قرار دارد.

## جمعیت
این روستا در دهستان ذوالفقار واقع شده و براساس سرشماری سال ۱۳۸۵، جمعیت آن ۲۲۷ نفر (۴۱ خانوار) بوده‌است.